# 우리를 행복하게 하는 몇 가지 질문
《우리를 행복하게 하는 몇 가지 질문》은 KBS 2TV에서 2007년 5월 30일부터 2007년 5월 31일까지 가정의 달 특집으로 방영되었던 옴니버스식 드라마이다.
이 드라마는 국제구호기금 마련을 목적으로 제작되었으며, 수익금 전액은 북한 및 제3세계 어린이를 돕는데 쓰여졌다.

## 주제별 소개

### 우리는 왜 외로운가?
우리가 진정 느끼고 있는 행복이라는 느낌 꼴베
- 부제 : 욕망, 어리석음, 화 - 분노, 행복
- 극본 : 노희경, 황혜경, 김희정, 선명진
- 연출 : 성준기

### 터널
삶의 한가닥 희망의 메시지를 주는 한편의 시 같은 드라마
- 부제 : 자존심
- 극본 : 서희정, 이경향, 안정엽, 임선희
- 연출 : 김용수

### 가족
우리 가족의 끈끈한 사랑을 확인하는 휴먼 드라마
- 부제 : 가족
- 극본 : 이선희, 박승현, 김혜정, 장현주
- 연출 : 홍석구

## 부제별 출연진
앤딩 크레딧에 의한다.

### 욕망
- 배종옥 : 나연 역
- 주현 : 김 부장 역
- 김태욱 : 이정우 역
- 안서정(레지나) : 정우의 약혼녀 역
- 임경업
- 오산하 : 나현의 회사 후배 역
- 연제영
- 김병찬 : 지하철에서 나현과 부딪힌 남자 역
- 전우정
- 판윤경
- 배명숙
- 장유경
- 권기선 : 구내식당 직원 역 (특별출연)

### 가족
- 김창완 : 병기 역
- 김혜옥 : 경숙 역 - 병기의 아내
- 박신혜 : 현지 역 - 병기의 딸
- 이태성 : 정욱 역
- 박영지 : 최 이사 역
- 고정민 : 정희 역
- 정혜영
- 이일섭 : 회사 간부 역
- 건휘
- 김효진 : 경숙의 친구 역
- 원종례 : 경숙의 친구 역
- 이영실 : 경숙의 친구 역
- 하유미
- 이지예
- 현숙희 (목소리)

### 어리석음
- 김남길 : 석주 역
- 김여진 : 영채 역
- 이경희 : 포장마차 주인 역
- 소도비
- 전영
- 강수한 : 석주의 친구 역
- 류지승 : 석주가 포장마차에서 만난 조폭 역
- 구본영 : 석주가 클럽에서 만난 여자 역
- 박상운
- 이태란 : 주유소 주유원 역 (특별출연)

### 자존심
- 류승수 : 선재 역
- 윤소이 : 지수 역
- 김규철 : 선재의 선배 역
- 정진 : 지수를 끌고가려는 남자 역
- 권기주 : 택시기사 역
- 민봉기
- 이정용 : 횟집 주인 역
- 최성용
- 손현주 : 사진사 역 (목소리 특별출연)

### 화
- 주현 : 인학 역
- 성인자 : 인학네 이웃사람 역
- 전우정
- 지니 : 사장실 비서 역
- 전무송 : 인학의 친구 역 (특별출연)
- 한규희 : 인학의 친구 역 (특별출연)
- 김응수 : 인학의 친구 역 (특별출연)

### 행복
- 김자옥 : 영옥 역 - 인학의 아내
- 박성웅 : 미란의 약혼자 역
- 나경미(나연서) : 약사 역
- 이다진 : 미란 역 - 영옥의 딸
- 백재원 : 모텔 직원 역